# Anthurium chorranum
Anthurium chorranum är en kallaväxtart som beskrevs av Thomas Bernard Croat. Anthurium chorranum ingår i släktet Anthurium och familjen kallaväxter. Inga underarter finns listade.